# Matsieng
Matsieng, auch als Matsieng Royal Village (Königliches Dorf) bekannt, ist ein Ort im Distrikt Maseru in Lesotho und seit Gründung 1858 Sitz der Königsfamilie. Der Ort liegt unweit der ersten Missionsstation des Landes in Morija.
Matsieng ist Sesotho und bedeutet „der Ort von Letsies Leuten“.
In Matsieng befindet sich der derzeitige (Stand November 2019) Königliche Palast (29° 37′ 9,6″ S, 27° 33′ 55,1″ O), während ein neuer in der Hauptstadt Maseru, etwa 40 Kilometer nördlich von Matsieng, noch erbaut wird. Seit 2012 befindet sich hier auch das Matsieng Royal Archives.
Oberhaupt von Matsieng ist Seeiso Bereng Seeiso, der Bruder von König Letsie III.